# Калинець Євгенія Валеріївна
Євгенія Валеріївна Калинець (рос. Евгения Валерьевна Калинец; нар. 28 червня 1988, Москва, РРСФР, СРСР) — російська акторка театру, кіно та телебачення.

## Життєпис
Євгенія Калинець народилася 28 червня 1988 року в Москві.
Закінчила Московську академію освіти Наталі Нестерової за спеціальністю «актор драматичного театру та кіно», майстерня Юрія Кари та Бориса Григор'єва.
Працювала акторкою у Театрі імені Михайла Булгакова, нині є акторкою Театру юних москвичів, де також є режисеркою театральної майстерні виконавських мистецтв. Співпрацюю з Центром Драматургії Рощина і Казанцева.
У 2007 року дебютувала у кіно, в стрічці «Корольов», та на телебаченні, в телесеріалі «Репортери».

## Фільмографія
| Рік       |    | Українська назва             | Оригінальна назва            | Роль                           |
| --------- | -- | ---------------------------- | ---------------------------- | ------------------------------ |
| 2019      | с  | А у нас у двор…-2            | А у нас во дворе…-2          | Поліна, дочка Каленого         |
| 2018      | с  | Звичайна жінка               | Обычная женщина              | Ліза Сімакова                  |
| 2018      | с  | Садове кільце                | Садовое кольцо               | Ірина                          |
| 2017      | мс | Джинглики                    | Джинглики                    | озвучення                      |
| 2017      | с  | Чорнобиль. Зона відчуження-2 | Чернобыль. Зона отчуждения-2 | дружина Сорокіна               |
| 2014      | с  | Пошуки доказів               | Поиски улик                  | епізодична роль                |
| 2014      | с  | По сліду Звіра               | По следу Зверя               | Олена                          |
| 2014      | с  | Практика                     | Практика                     | Юлія                           |
| 2013      | с  | Стурбовані, або Кохання зле  | Озабоченные, или Любовь зла  | Катерина Неплюєва подруга Саші |
| 2013      | с  | Моїми очима                  | Моими глазами                | Олена                          |
| 2012—2014 | с  | А у нас у дворі…             | А у нас во дворе…            | Поліна, дочка Каленого         |
| 2012—2013 | с  | Скліфосовський               | Склифосовский                | Даша, перекладачка             |
| 2011—2012 | с  | Кровиночка                   | Кровинушка                   | Карина                         |
| 2011      | с  | Красунчик                    | Красавчик                    | дівчина на вечірці             |
| 2010—2011 | с  | Маруся                       | Маруся                       | Ганна, дочка Марусі            |
| 2007      | ф  | Корольов                     | Королёв                      | молода пані                    |
| 2007      | с  | Репортери                    | Репортёры                    | Ольга                          |

## Театр
Акторка
- 2012 — «З коханими не розлучайтесь» Олександра Володіна, режисерка: Вероніка Родіонова, роль: Катя
- 2010 — «Русалка» Олександра Пушкін, режисерка: Вероніка Родіонова, роль: русалонька
- 2008-2010 — «Третя зміна» Павла Пряжка, режисерка: Вероніка Родіонова, роль: Оля
- 2008 — «Банкет» Ніла Саймона, режисерка: Євгенія Єфремова, роль: Івон Фуше
- 2006 — «Перетворення» Франца Кафки, режисер: Мохамед Абдель-Фаттах, роль: Ґретта Замза

Режисерка
- 2019 — «Як це важливо»[1]
- 2019 — «Зраджена»